# Spiczyn (gmina)
Pour les articles homonymes, voir Spiczyn.
Spiczyn est une gmina rurale (gmina wiejska) de la powiat de Łęczna, dans la Voïvodie de Lublin, dans l'est de la Pologne.
Son siège administratif (chef-lieu) est le village de Spiczyn, qui se situe environ 10 kilomètres (km) au nord-ouest de Łęczna (siège du powiat) et 18 kilomètres au nord-est de la capitale régionale Lublin (capitale de la voïvodie).
La gmina couvre une superficie de 83,1 km2 pour une population de 5 492 habitants en 2006.

## Histoire
De 1975 à 1998, la gmina est attachée administrativement à l'ancienne Voïvodie de Lublin.

Depuis 1999, elle fait partie de la nouvelle voïvodie de Lublin.

## Géographie

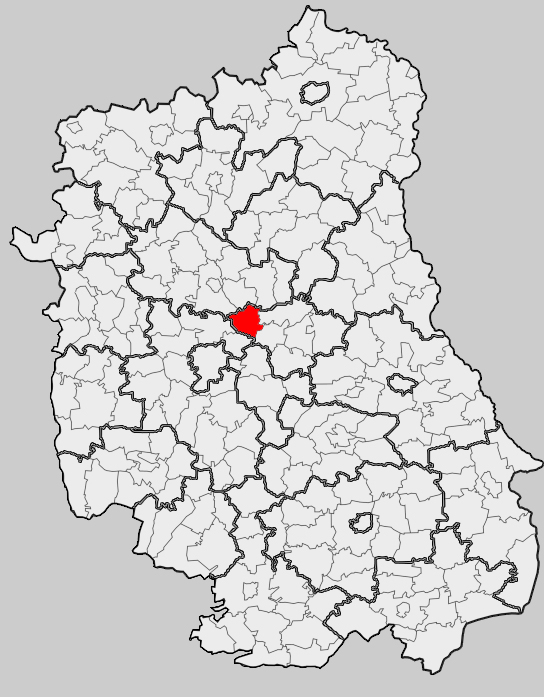
Position de la gmina dans la voïvodie

La gmina inclut les villages de:
- Charlęż
- Januszówka
- Jawidz
- Kijany
- Nowa Wólka
- Nowy Radzic
- Spiczyn
- Stawek
- Zawieprzyce
- Zawieprzyce-Kolonia
- Ziółków

### Gminy voisines
La gmina de Spiczyn est voisine des gminy de:
- Łęczna
- Lubartów
- Ludwin
- Niemce
- Ostrów Lubelski
- Serniki
- Wólka

## Structure du terrain
D'après les données de 2002, la superficie de la commune de Spiczyn est de 83,1 kilomètres carrés, répartis comme telle :
- terres agricoles : 70%
- forêts : 22%

La commune représente 13,11% de la superficie du powiat.

## Démographie
Données duu 30 juin 2004:
| Description        | Total  | Total | Femmes | Femmes | Hommes | Hommes |
| ------------------ | ------ | ----- | ------ | ------ | ------ | ------ |
| Unité              | Nombre | %     | Nombre | %      | Nombre | %      |
| Population         | 5 422  | 100   | 2 735  | 50,4   | 2 687  | 49,6   |
| Densité (hab./km²) | 65,2   | 65,2  | 32,9   | 32,9   | 32,3   | 32,3   |